# Mine de Morenci
 (mars 2025).
La mine de Morenci est une mine à ciel ouvert de cuivre située en Arizona aux États-Unis. Elle était initialement une mine souterraine.
La grève des mineurs de cuivre de l'Arizona de 1983 (en), qui a duré trois ans et s'est déroulée essentiellement à la mine de Morenci, est un moment important de l'histoire des syndicats aux États-Unis.